# Carl von Linné le Jeune
Pour les articles homonymes, voir Linné.
Carl von Linné dit Carolus Linnaeus le jeune (Falun, 20 janvier 1741 – Uppsala, 1er novembre 1783) est un naturaliste suédois, fils du célèbre systématicien du même nom Carl von Linné ou Carolus Linnaeus (1707-1778). Pour le distinguer de son père, on le cite en tant que Linnaeus filius (abrégé en botanique en L.f.).

## Biographie
Le jeune Linné fréquente l'Université d'Uppsala dès l'âge de neuf ans où les étudiants de son père, dont Pehr Löfling (1729-1756), Daniel Solander (1733-1782) et Johann Peter Falck (1732-1774) lui enseignent les sciences.
Son père avait obtenu le droit de nommer son propre successeur à l'université d'Uppsala. Il souhaitait nommer Daniel Solander, mais ce dernier ayant refusé, il désigne son fils pour lui succéder. En 1763, à peine âgé de 22 ans, Carl von Linné le Jeune succède à son père à la chaire de médecine d'Uppsala. La succession ne sera toutefois véritablement effective qu'en 1771, lorsque son père se retirera complètement de l'université en raison de problèmes de santé. Sa nomination en tant que professeur, sans avoir passé d'examen ni défendu de thèse, lui vaut le ressentiment de ses collègues.
Son œuvre est modeste, comparée à celle de son père. Dans son ouvrage le mieux connu, Supplementum Plantarum systematis vegetabilium, paru en 1782, il complète les descriptions botaniques de Linné et de ses disciples.
Il hérite des immenses collections scientifiques de son père et de ses correspondances. Il s'emploie à en préserver l'ensemble. Il meurt sans enfant le 1er novembre 1783 d'une attaque. Le disciple de son père Carl Peter Thunberg lui succède à l'université. Sa mère Sara Elisabeth Moraea vend alors les collections à Sir James Edward Smith (1759-1828), qui les lèguera ensuite à la Société linnéenne de Londres.